# Víctor Espárrago
Víctor Rodolfo Espárrago Videla, mais conhecido como Víctor Espárrago (Montevidéu, 6 de outubro de 1946) é um ex-futebolista e treinador uruguaio de futebol. Jogou as Copas de 1966, 1970 e 1974.

## Carreira
Iniciou sua carreira no Danubio em 1963, porém foi no Nacional que ele obteve destaque, conquistando 12 títulos entre 1966 e 1973 e na segunda passagem, entre 1979 e 1981, quando pendurou as chuteiras aos 34 anos de idade. Espárrago jogou ainda no futebol espanhol, defendendo Sevilla e Recreativo Huelva.
Pela Seleção Uruguaia, disputou as Copas de 1966, 1970 e 1974, ano em que encerrou a carreira internacional, com 67 jogos e 18 gols marcados pela Celeste Olímpica.

## Treinador
Virou treinador em 1983, comandando o Nacional na campanha do título nacional, e a partir de 1985 comandaria apenas times da Espanha, com destaque para Valencia e Cádiz.

## Títulos

### Jogador
Nacional
- Campeonato Uruguaio: 1966, 1969, 1970, 1971, 1972 e 1980
- Copa Libertadores da América: 1971 e 1980
- Mundial de Clubes: 1971 e 1980
- Copa Interamericana: 1972

### Treinador
Nacional
- Campeonato Uruguaio: 1983

Cádiz
- Segunda Divisão Espanhola: 2004-05